# Miabi (territoire)
Le Territoire de Miabi est une subdivision du district de Tshilenge, une subdivision de la province du Kasaï-Oriental. Le chef-lieu du territoire est la cité de Miabi qui a donné son nom au territoire.
Le Territoire de Miabi est divisé en quatre secteurs, Kakangayi, Movo-Nkatsha, Tshijiba et Tshilundu.

## Population
La population du territoire est constituée par les Baluba du Kasai et la langue parlée est le tshiluba. Les principales tribus Luba-Kasaï qui y habitent sont les :
- Bakwa-Dishi dans le secteur de Kakangayi
- Bena-Mulenga dans le secteur de Tshilundu
- Bashingala dans le secteur de Movo-Nkatsha
- Bakwa-Nsumba (ou Bakwa-Tshisumba) dans le secteur de Movo-Nkatsha
- Bakwa-Ntembwe dans le secteur de Tshijiba

Chacune de ces tribus est divisée en plusieurs clans qui forment les entités appelées groupements.